# Cà ổi Bắc Bộ
Cà ổi Bắc Bộ hay dẻ đen, dẻ gai (danh pháp: Castanopsis tonkinensis) là một loài thực vật có hoa trong họ Fagaceae. Loài này được Seemen mô tả khoa học đầu tiên năm 1897.